# Władysław Lubomęski
Władysław Rupert Lubomęski (ur. 27 marca 1841 we Lwowie, zm. 8 czerwca 1907 w Krakowie) – polski agronom, powstaniec styczniowy, profesor Wyższej Szkoły Rolniczej w Dublanach i Uniwersytetu Jagiellońskiego.

## Życiorys
Ukończył I gimnazjum we Lwowie (1858). W latach 1852–1862 studiował w Akademii Technicznej we Lwowie. W 1862 wstąpił do oddziałów powstańczych, w 1863 walczył w oddziale Leona Czechowskiego. Po powrocie do Lwowa nie ukończył studiów z powodu choroby oczu. W latach 1864–1865 odbył praktykę rolną w majątku  Stanisława Polanowskiego w Łódzkiem. Ziemianin, od 1865 dzierżawca, od 1867 właściciel dóbr Kościejów w pow. żółkiewskim. W l. 1871–1873 odbył studia rolnicze na uniw. w Lipsku, które ukończył broniąc pracę O naturze i użytkowaniu gleb tortowych u prof. Adolfa Blomeyera.  Po powrocie do kraju w latach 1873–1879 administrował dobrami Kielanowskich w Kozłowie a potem w Łące u Alfreda Potockiego.

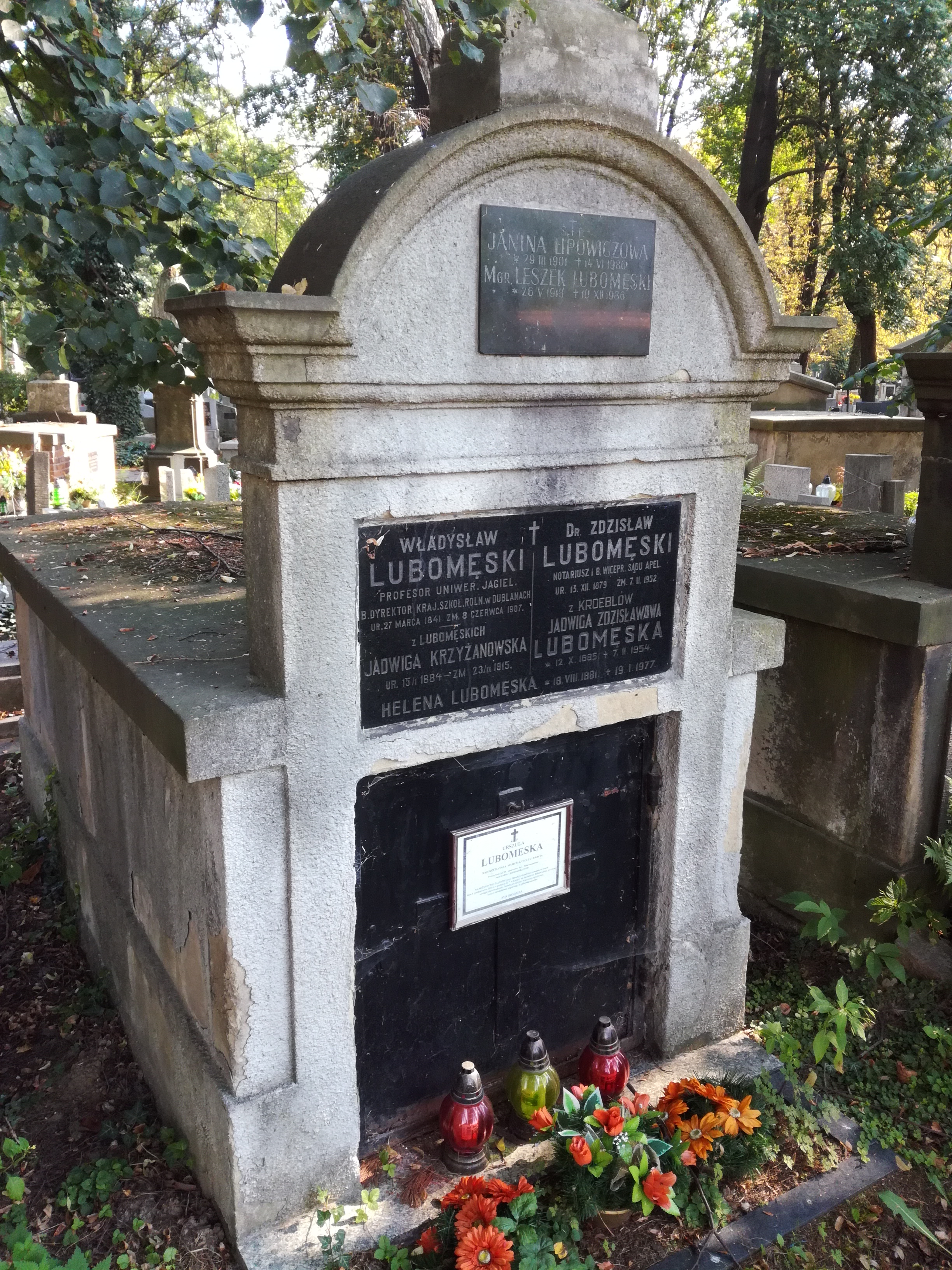
Grób prof. Władysława Lubomęskiego na cmentarzu Rakowickim

Od 1878 profesor Wyższej Szkoły Rolniczej w Dublanach, na której wykładał uprawę roli i roślin, a od 1884 także organizację gospodarstw i niektóre elementy ekonomiki rolnej. W latach 1879–1892 był także dyrektorem Szkoły. Przeprowadził wówczas jej reorganizację ze szkoły średniej w wyższą, wprowadzając nowe programy nauczania oraz tworząc z niej także placówkę naukową. Nie zgadzając się z przeprowadzony przez Wydział Krajowy w kierowanej przez niego szkole ustąpił ze stanowiska.
W latach 1892–1904 pracował w Studium Rolniczego Wydziału Filozoficznego UJ w Krakowie, jako prof. zwyczajny nauki zarządu gospodarstwa rolnego. W swoich zajęciach ze studentami obok organizacji i rachunkowości gospodarskiej,wielkie znaczenie przywiązywał do ćwiczeń praktycznych oraz wycieczek, które traktował jako uzupełnienie wykładu. Od 1904 w stanie spoczynku jeszcze przez dwa lata prowadził wykłady na UJ.
Od 1875 członek i działacz Galicyjskiego Towarzystwa Gospodarskiego, członek jego Komitetu (10 lipca 1883 – 15 czerwca 1892). W późniejszym okresie związał się głównie z Krakowskim Towarzystwem Rolniczym. Prowadził badania w gospodarstwach jego członków, a także zorganizował  biuro rachunkowe Towarzystwa.Brał udział w pracach Szkolnej Rady Krajowej i opracował programy rolniczych kursów dopełniających, prowadzonych w szkołach ludowych. Współorganizator Towarzystwa dla Popierania Polskiej Nauki Rolnictwa.
Został pochowany na cmentarzu Rakowickim w Krakowie (kwatera Ł południe).

### Prace Władysława Lubomęskiego
- [wraz z J. S. Sikorskim], Ocena melioracji metodą Korzybskiego, Lwów 1887
- Sprawozdanie z prac doświadczalnej..., "Roczniki Krajowej Wyższej Szkoły Rolniczej w Dublanach" T. l: 1888,
- Postęp rolniczej produkcji w Galicji w dziesięcioleciu od 1884 do 1893 roku, Lwów 1895
- Obliczanie opłacalności płodów rolnych, Kraków 1903

Ogłosił również szereg artykułów dotyczących znaczenia subwencji dla podniesienia poziomu hodowli bydła, projektu ustawy o komasacji gruntów, rolnictwa w Niemczech i Stanach Zjedn. A. P. oraz omawiał materiały statystyczne dotyczące produkcji rolnej w Galicji. Swoje teksty umieszczał w czasopismach "Ekonomista Polski", "Przegląd Polski", "Rolnik", "Tygodnik Rolniczy".

## Rodzina
Urodził się w rodzinie urzędniczej syn Zenona, wicestarosty w Drohobyczu, i Julii z Schollingów. Ożenił się z Benigną z Czermaków. Mieli dzieci, dwóch synów Kaliksta (zm. w wieku 18 lat) i prawnika Zdzisława (1879–1952) i córki: Zofię żonę Stefana Bądzyńskiego, Jadwigę żonę Józefa Krzyżanowskiego i Jadwigę.